# Nicole Dubilier
Nicole Dubilier (* 16. Januar 1957 in New York City) ist eine US-amerikanisch-deutsche mikrobiologisch arbeitende Meeresbiologin, Direktorin am Max-Planck-Institut für marine Mikrobiologie (MPI-MM) und seit 2012 Biologie-Professorin an der Universität Bremen.

## Leben
Die Tochter eines US-amerikanischen Geschäftsmanns und einer deutschen Mutter wuchs zunächst auf im New Yorker Stadtteil Manhattan. Als 13-Jährige zog sie mit der Mutter und den Geschwistern nach Deutschland. Sie konnte kaum Deutsch, aber lernte es schnell. Sie machte ihr 1,3er Abitur 1976 an der damals noch unreformierten Helene-Lange-Schule in Wiesbaden. Aufgrund ihrer seit der Kindheit ungebrochenen Begeisterung für das Meer arbeitete sie parallel zum Biologie-Studium an der Universität Hamburg von 1977 bis 1981 als studentische Forschungsassistentin in der Biologischen Anstalt Helgoland mit. Das war ausschlaggebend für ihre Spezialisierung auf Meeresbiologie. Sie machte 1981 ihr Vordiplom in Biologie, 1985 ihr Diplom in Zoologie, Biochemie und Mikrobiologie an der Universität Hamburg. Für ihre Doktorarbeit sammelte und analysierte sie Wattwürmer und publizierte ihre Forschungsergebnisse in der Hamburger Dissertation Adaptations of the Marine Oligochaete Tubificoides benedii to Sulfide-rich Sediments: Results from Ecophysiological and Morphological Studies.
Als Post-Doc erhielt sie eine Einladung der Mikrobiologin Colleen Cavanaugh, in ihrem Labor an der Harvard University am NSF-Projekt "Biogeography of Chemoautotrophic Symbioses in Marine Oligochaetes" zu arbeiten. Sie sequenzierte die 16S RNA Gene, die als phylogenetische Marker dienen, bei Bakterien auf darmlosen Meereswürmern, und konnte nachweisen, dass diese zwei Symbionten beherbergen. Nach Veröffentlichung ihrer Post-Doc-Forschung 1995 kehrte Dubilier gemeinsam mit ihrem deutschen Ehemann, einem orthopädischen Chirurgen, nach Deutschland zurück. 1996 wurde ihre Bewerbung beim Max-Planck-Institut für marine Mikrobiologie als Wissenschaftlerin der Molecular Ecology Group angenommen. Für die Geburt ihres Kindes nahm sie 1997 Elternzeit. Von 1997 bis 2001 widmete sie sich im MPI-MM dem DFG-Projekt, Evolution of symbioses between chemoautotrophic bacteria and gutless marine worms.
Ab 2001 wurde Dubilier zur Gruppenleiterin befördert und führte seitdem die Forschungsgruppe Symbiosis im MPI-MM. 2002–2006 war sie zudem Koordinatorin der „International Max Planck School of Marine Microbiology“. Im Jahre 2007 wurde sie auf eine W2-Stelle befördert und fortan Leiterin der gesamten Symbiose Gruppe am MPI-MM bis 2013. Im Wintersemester 2004/2005 übernahm sie eine zweimonatige Gastprofessur an der Universität Pierre und Marie Curie in Paris. Seit 2012 ist sie Biologie-Professorin für mikrobielle Symbiosen an der Universität Bremen. Seit 2013 ist sie Direktorin des MPI-MM. Sie organisierte die im Juni 2015 stattfindende Gordon Research Conference: Identifying the Common Language of Host-Microbe Associations in Waterville Valley, New Hampshire. Die Forscherin ist Teil des Exzellenzclusters der DFG an der Universität Bremen namens MARUM – The Ocean in the Earth System.
Nicole Dubilier ist verheiratet und lebt mit Mann und Sohn in Hamburg.

## Schriften
- Nicole Dubilier, Caroline Mülders, Tim Ferdelman, Dirk de Beer, Annelie Pernthaler, Michael Klein, Michael Wagner, Christer Erséus, Frank Thiermann, Jens Krieger, Olav Giere, Rudolf Amann: Endosymbiotic sulphate-reducing and sulphide-oxidizing bacteria in an oligochaete worm. In: Nature. 411, S. 298–302, doi:10.1038/35077067.
- Jillian M. Petersen, Frank U. Zielinski u. a.: Hydrogen is an energy source for hydrothermal vent symbioses. In: Nature. 476, 2011, S. 176–180, doi:10.1038/nature10325.
- M. Kleiner, C. Wentrup u. a.: Metaproteomics of a gutless marine worm and its symbiotic microbial community reveal unusual pathways for carbon and energy use. In: Proceedings of the National Academy of Sciences. 109, 2012, S. E1173, doi:10.1073/pnas.1121198109.

## Auszeichnungen
- 2010: Best Prize Award for Teaching in the MSc Lecture Series of MarMic (International Max Planck Research School for Marine Microbiology)
- 2013: Investigator Award der Gordon and Betty Moore Foundation Marine Microbiology Initiative
- 2013: Ehrenmitglied der American Academy of Microbiology
- 2014:  Gottfried-Wilhelm-Leibniz-Preis der Deutschen Forschungsgemeinschaft (DFG)[6]
- 2015: Gewähltes Mitglied der Deutschen Akademie der Naturforscher Leopoldina[7]
- 2016–2017: Vorsitzende der American Society for Microbiology General Meetings[8]
- 2018: Gewähltes Mitglied der European Molecular Biology Organization
- 2022: Mitglied der Akademie der Wissenschaften in Hamburg

## Filmografie
- 2015: Planet Wissen – Geheimnisvolle Tiefsee
- 2018: Scobel – Die Macht des Miteinander[1]

## Belege
1. 1 2  Filmografie
2. 1 2  Sold on Symbiosis, The Scientist, July 2015 Issue, abgerufen am 24. Juni 2016
3. ↑  N. Dubilier, O. Giere, D. L. Distel, C. M. Cavanaugh: Characterization of chemoautotrophic bacterial symbionts in a gutless marine worm (Oligochaeta, Annelida) by phylogenetic 16S rRNA sequence analysis and in situ hybridization. In: Applied and environmental microbiology. Band 61, Nummer 6, Juni 1995, S. 2346–2350, PMID 7793955, PMC 167506 (freier Volltext).
4. ↑  Kurzbiografie von Nicole Dubilier, AcademiaNet, abgerufen am 24. Juni 2016
5. ↑  Conference: Identifying the Common Language of Host-Microbe Associations, June 21-26, 2015, abgerufen am 24. Juni 2016
6. ↑  Zwei Leibniz-Preise für die Max-Planck-Gesellschaft, MPG 6. Dezember 2013, abgerufen am 24. Juni 2016
7. ↑  Mitgliedseintrag von Prof. Dr. Nicole Dubilier (mit CV) bei der Deutschen Akademie der Naturforscher Leopoldina, abgerufen am 25. Juni 2016.
8. ↑  Forscher-Profil Nicole Dubilier, DFG, abgerufen am 24. Juni 2016

| Personendaten    | Personendaten                                              |
| ---------------- | ---------------------------------------------------------- |
| NAME             | Dubilier, Nicole                                           |
| KURZBESCHREIBUNG | deutsch-amerikanische Meeresbiologin und Hochschullehrerin |
| GEBURTSDATUM     | 16. Januar 1957                                            |
| GEBURTSORT       | New York City                                              |